# Frédéric-César de La Harpe

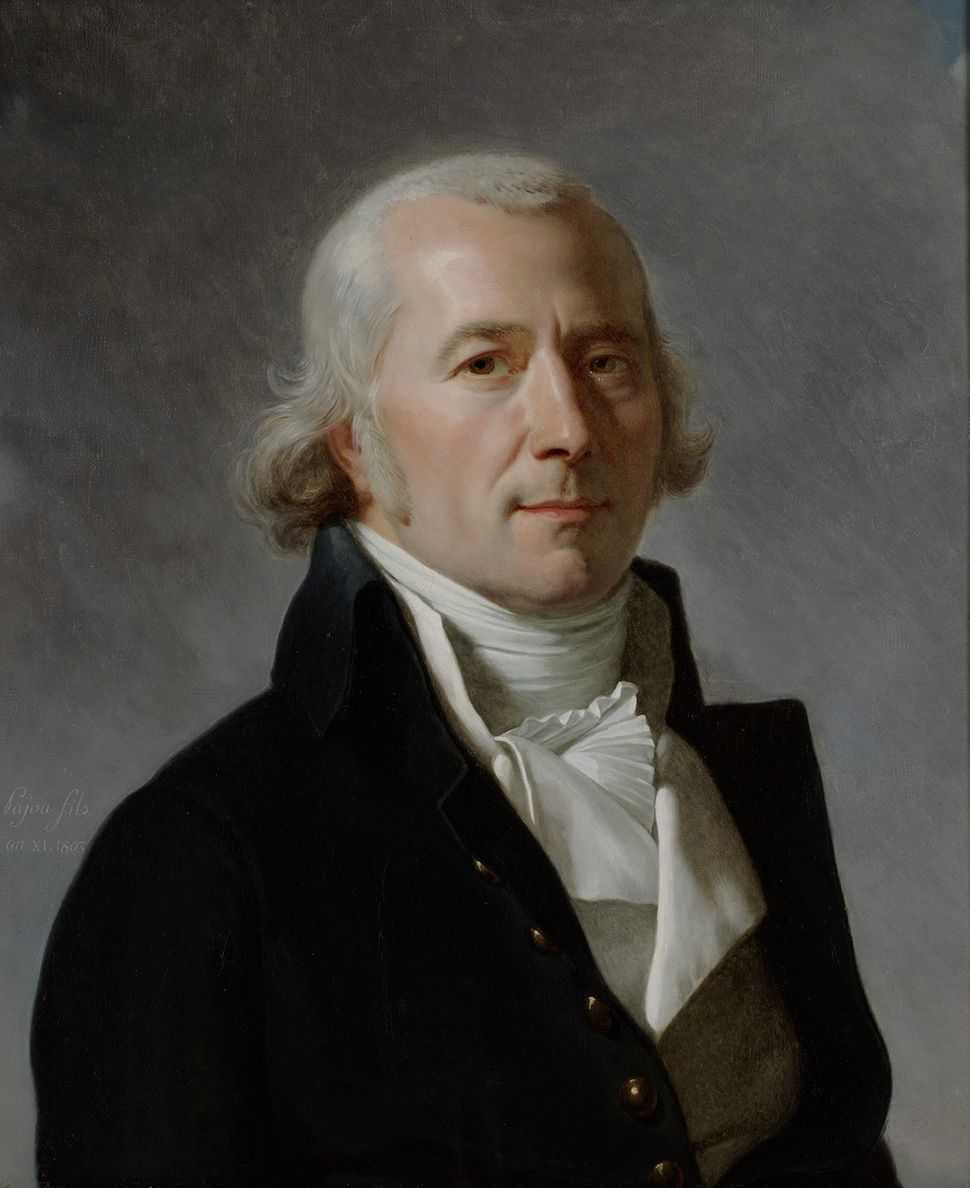
Retrato por Jacques-Augustin Pajou (1803)

Frédéric-César de La Harpe (Rolle, 6 de abril de 1754 — Lausana, 30 de março de 1838) foi um político suíço.